# Ixtapa (Chiapas)
Ixtapa es una localidad del estado mexicano de Chiapas, cabecera del municipio homónimo. 

## Toponimia
El nombre Ixtapa proviene del náhuatl y se traduce como "lugar del agua salada".

## Geografía
La localidad está ubicada en la posición 16°48′0″N 92°54′0″O / 16.80000, -92.90000, a una altitud de 1098 m s. n. m.
Según la clasificación climática de Köppen, el clima corresponde al tipo Cwb - Templado con invierno seco (verano suave).

## Demografía
Cuenta con 6481 habitantes lo que representa un incremento promedio de 0.64% anual en el período 2010-2020 sobre la base de los 6086 habitantes registrados en el censo anterior. Ocupa una superficie de  1.901 km², lo que determina al año 2020 una densidad de 3408 hab/km².
| Gráfica de evolución demográfica de Ixtapa entre 2000 y 2020      |
|                                                                   |
| Fuente: Instituto Nacional de Estadística Geografía e Informática |

La población de Ixtapa está mayoritariamente alfabetizada (6.74% de personas analfabetas al año 2020) con un grado de escolarización en torno de los 8.5 años. El 22.47% de la población es indígena.